# Vichnevogorsk
 (mars 2023).
Vichnevogorsk (Вишневого́рск) est une commune urbaine ouvrière située en Russie dans l'Oural. Elle dépend du raïon de Kasli de l'oblast de Tcheliabinsk.

## Géographie

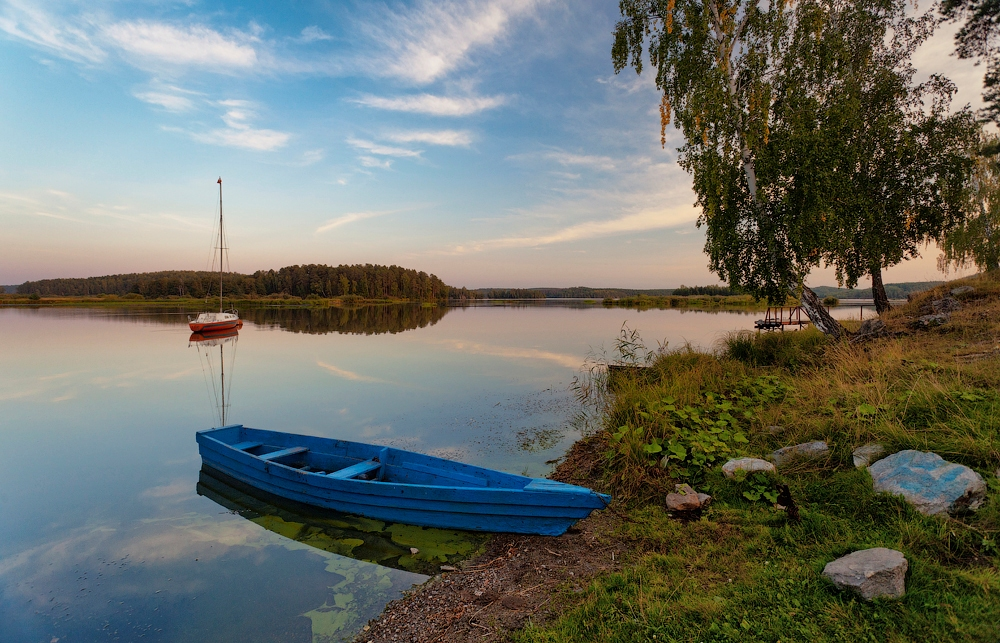
Le lac Soungoul.

La localité se trouve au bord du lac Soungoul sur une pente des monts Vichnevye, à 20 km au nord-est de la gare de chemin de fer de Maouk (sur la ligne Ekaterinbourg-Tcheliabinsk), à 25 km de Kasli, à 40 km de Verkhni Oufaleï, à 7 km du lac Arakoul et de la ville de Snejinsk.

## Histoire
En 1941, une équipe d'exploration géologique commence à travailler dans la zone du village actuel. La mine de Vichnevogorsk ouvre en juillet 1943, afin d'extraire de la vermiculite. En plus du minéral principal - la vermiculite - du niobium y est extrait également, ainsi que du minerai contenant des éléments de terres rares : lanthane, néodyme, praséodyme, etc.. En conséquence, la mine reçoit d'abord le nom de  Vermiculite . Cependant, ce mot, difficile à prononcer, n'a pas pris racine (les Bachkirs l'appelaient Mirmikulit), et le village commence à s'appeler Roudnik.
Le village reçoit en 1949 le statut de commune de type urbain avec son nom actuel: Vichnevogorsk.

## Population
Recensements (*) ou estimations de la population
| 1959  | 1970  | 1989  | 2002* | 2006  |
| ----- | ----- | ----- | ----- | ----- |
| 9 129 | 7 862 | 6 268 | 5 076 | 4 706 |

| 2009  | 2010* | 2013  | 2016  | 2019  |
| ----- | ----- | ----- | ----- | ----- |
| 5 017 | 4 569 | 4 489 | 4 300 | 4 088 |

| 2021  | - | - | - | - |
| ----- | - | - | - | - |
| 4 206 | - | - | - | - |

## Économie
La commune vit de l'extraction de matières premières pour la métallurgie, la céramique et les entreprises de construction (feldspath). Elle accueille l'usine minière de Vichnevogorsk et l'usine de confiserie Golitsine, ainsi que des entreprises de restauration publique et des commerces de détail.

## Sport
La commune possède un stade Le Mineur («Горняк», Gorniak), qui devient un palais de glace l'hiver avec un patinoire pour le hockey sur glace. Il y a une salle de sport intérieure avec un terrain de volley-ball et de basket-ball. Sur le mont Vichnevaïa, l'on trouve le centre de ski du même nom avec plusieurs pistes de ski.